# ژان تریستان، کنت والوآ
ژان تریستان (زاده ۸ آوریل ۱۲۵۰ – درگذشته ۳ اوت ۱۲۷۰) شاهزاده فرانسوی از دودمان کاپتی بود. او به واسطه قانون یوره اوکساریس از سال ۱۲۶۵ کنت  نور و از ۱۲۶۸ در اوسر و تونر بود. او همچنین از سال ۱۲۶۸ در سمت خود، کنت والوآ و کرپی، به عنوان هدیه سلطنتی بود.

## تولد و کودکی
ژان در دمیاط، مصر به دنیا آمد.  او ششمین فرزند و چهارمین پسر پادشاه لوئی نهم پادشاه فرانسه بود که پس از قدیس شدن سنت لوئی و مارگارت پرووانسی نام گذاری شد.  علاوه بر این، او اولین فرزند از سه فرزند این زوج سلطنتی بود که در طول جنگ صلیبی هفتم به دنیا آمدند. او در شهر بندری دمیاط در مصر که در سال ۱۲۴۹ توسط صلیبیون فتح شد، به دنیا آمد.
به گفته وقایع نگار ژان دو ژوانویل، یک شوالیه پیر در هنگام تولد ژان به عنوان ماما عمل می‌کرد. دو روز قبل از تولدش، پادشاه به اسارت ممالیک درآمد و همین امر سبب شد تا به مناسبت اسارت پدر، نام فرزند را تریستان بگذارند. او در مسجد بزرگ دمیاط که دوباره به کلیسا تقدیم شده بود، غسل تعمید داده شد. یک ماه بعد، دمیاط مجبور شد رها شود. ژان متعاقباً دوران کودکی خود را در سرزمین مقدس گذراند، جایی که خواهر و برادرش پیتر (۱۲۵۱) و بلانش (۱۲۵۳) متولد شدند.

## ازدواج
پدرش آرزو داشت که ژان به فرقه دومینیکن بپیوندد، اما ژان با موفقیت در برابر این آرزو مقاومت کرد. در سال ۱۲۶۶، او با یولاند دوم، کنتس نور (۱۲۴۷–۱۲۸۰) ازدواج کرد،  که او را به کنت نور، اوسر و تونر تبدیل کرد. در سال ۱۲۶۸، ژان توسط پدرش، پادشاه، به تنهایی به عنوان کنت والوآ و کریپی انتخاب شد، تیولی که او به عنوان یک هدیه دریافت کرد.

## جنگ صلیبی
دو سال بعد، ژان پدرش را در طول هشتمین جنگ صلیبی  همراهی کرد که پس از حرکت از کالیاری در ساردینیا در ماه ژوئیه به تونس رسید. اما در تونس ارتش با شیوع اسهال خونی مواجه شد. ژان تریستان یکی از قربانیانی بود که بر اثر این بیماری درگذشت،  و سه هفته بعد لوئی نهم نیز تسلیم این بیماری شد. هر دو جسد به فرانسه منتقل و در کلیسای سن-دنی دفن شدند.
ازدواج ژان بی فرزند ماند. بیوه او دوباره در سال ۱۲۷۲ با رابرت سوم، کنت فلاندر ازدواج کرد. کنت‌نشین والوآ نیز که در اختیار او بود، به املاک تاج بازگشت.